# A-1 Pictures
주식회사 A-1 Pictures(일본어: 株式会社A-1 Pictures 가부시키가이샤 에완 피쿠차즈[*])는 일본의 애니메이션 제작사다. 소니그룹 산하의 주식회사 애니플렉스의 자회사다. 일본동화협회의 정회원이다.

## 역사
2005년 5월 9일 소니그룹 내 애니메이션 콘텐츠에 있어서 비즈니스 전개의 중심 기업으로서 애니플렉스에 의해 애니메이션 콘텐츠 공급의 안정화나 고품질화를 목적으로 설립되었다. 초대 대표이사는 당시 애니플렉스의 대표이사를 맡고 있던 타케우치 시게카즈.
회사 이름의 유래는 'Aniplex', 'Animation', 'Asagaya'라는 세 단어와 '애니메이션에서 1등을 하고 싶다'는 생각에서 비롯되었다.
2006년, 노사이드와 공동 제작한 《젠마이자무라이》에서 원청 제작을 개시해, 같은 해 10월에는 도쿄도 스기나미구에 본사 겸 아사가야 스튜디오를 설립한다. 선라이즈, J.C.STAFF, 프로덕션 I.G, 신에이 동화 등에서 제작진이 이적해 2007년에 제작한 《크게 휘두르며》에서 단독으로 원청 제작을 개시했다. 2012년에는 코엔지 스튜디오가 가동되기 시작했다.
주로 애니플렉스가 제작에 참가하고 있는 작품의 실제 제작이나 패밀리를 위한 애니메이션 작품의 제작 활동을 중심으로 하고 있으며, 제작 작품의 미디어 일러스트레이션 활동 등을 폭넓게 하고 있다.
국제적으로 유명한 Anime Expo 등에 참가함으로써 영향력을 넓히고 있으며, Anime Expo2007 에 참가한 바 있다.
2010년 6월 22일자로 대표이사 카츠마타 히데오가 애니플렉스 사장으로 취임하였고, 공석이 된 사장 자리는 SUNRISE 프로듀서였던 우에다 마스오가 취임했다.
2018년 4월 1일부터 코엔지 스튜디오는 CloverWorks로 이름이 바뀌고 브랜드화되었다. 같은 해 10월 1일부터 이 브랜드는 애니플렉스의 자회사로 분할되었다. 2022년 11월에는 A-1 Pictures의 대표 퇴임에 따라 CloverWorks 대표이사 시미즈 아키라가 A-1 Pictures 대표이사 집행임원 사장을 겸임하게 된다.

## 작풍
주로 애니플렉스 제작 작품의 실제작과 패밀리향 애니메이션 제작을 중심으로 사업을 전개하고 있다. 한편 2009년에 당시 SANKYO의 자회사였던 사테라이트와 공동 제작한 《페어리 테일》에서는 그룹외의 포니 캐년(FCG계·FMHD 자회사)과 2011년과 2013년에 제작한 《노래의☆왕자님♪진심 LOVE 1000%》 시리즈에서는 킹레코드와 각각 제작위원회를 구성했다. 또한 TV 도쿄와 원작에 의존하지 않는 오리지널 애니메이션의 공동 제작·방영에 대해 업무 제휴하는 등 모회사인 애니플렉스 이외의 기업과의 거래도 많다. 아니메 엑스포 2007(미국), 재팬 엑스포 2008(프랑스)에 출전하는 등 국제적으로 사업을 전개하고 있다.
본사가 다루는 작품은, 《그날 본 꽃의 이름을 우리는 아직 모른다》나 《마음이 외치고 싶어해》, 《크게 휘두르며》 등, 사이타마현을 무대로 하는 작품이 비교적 많다. 사이타마현 서부와 도쿄도를 달리는 세이부 철도와의 작품은 콜라보 하기 쉽다. '아노하나'이나 '코코사케'에 한정하지 않고, 세이부선 연선의 오이즈미 학원을 무대로 하는 《4월은 너의 거짓말》과도 콜라보를 실시하고 있다.

## 평가
잡지 '월간 뉴타입'이 주최하는 'Newtype 어워드'에서 수상이 많다. 《THE IDOLM@STER》가 2011년에 CM부문, 다음 2012년에 감독상·각본상 등 7부문을 수상(스튜디오상에서는 2위). 2014년에는, 극장판이 스튜디오상·감독상 등 6부문 수상했다. 2015년에 스튜디오상을 2년 연속으로 수상해, 《아이돌마스터 신데렐라 걸즈》에서 캐릭터 디자인상을, TROYCA와 공동 제작한 《알드노아. 제로》로 메카 디자인상·사운드상을 수상. 2017년 《극장판 소드 아트 온라인 -오디널 스케일-》에서 작품상(극장 상영) 등 4부문, 《Fate/Apocrypha》에서 작품상(TV 방송) 등 2부문을 수상, 스튜디오상에서는 2위 에 선출. 2018년에 《아이돌마스터 SideM》에서 작품상(TV·인터넷 스트리밍 작품 부문)이나 스튜디오상 등 7부문에서 수상. 2020년에 《카구야 님은 고백받고 싶어 ~천재들의 연애 두뇌전~》에서 작품상(TV방송 작품)이나 스튜디오상 등 8부문에서 수상.

## 작품 활동

### TV 애니메이션
2006년
- 젠마이자무라이 (노사이드와 공동 제작)

2007년
- 크게 휘두르며
- 로비&케로비

2008년
- 페르소나 ~트리니티 소울~
- 철완 버디 DECODE
- 흑집사
- 칸나기 (ordet과 공동제작)
- 절대 할 수 있는 그리스 신화 (노사이드와 공동 제작)

2009년
- 전장의 발큐리아
- 페어리 테일 (사테라이트와 공동 제작)

2010년
- 하늘의 소리
- WORKING!!
- 섬광의 나이트 레이드
- 크게 휘두르며 ~여름의 대회편~
- 세기말 오컬트 학원
- 흑집사 2
- 토가이누의 피

2011년
- 프랙탈
- 그날 본 꽃의 이름을 우리는 아직 모른다 (아노하나)
- 청의 엑소시스트
- THE IDOLM@STER
- 노래의☆왕자님♪진심 LOVE 1000%
- WORKING'!!

2012년
- 마기
- 소드 아트 온라인
- 우주형제
- 신세계에서

2013년
- 내 여자친구와 소꿉친구가 완전 수라장
- 비비드 레드 오퍼레이션
- 내 여동생이 이렇게 귀여울 리가 없어 2기
- 노래의☆왕자님♪진심 LOVE 2000%
- 은수저
- 서번트×서비스
- 마기 2기
- 갈릴레이 돈나

2014년
- 세계정복 모략의 즈베즈다
- 류가죠 나나나의 매장금
- 은수저 세컨드 시즌
- 알드노아. 제로
- 흑집사 3기
- 소드 아트 온라인 2기
- 4월은 너의 거짓말
- 일곱 개의 대죄
- 매직 카이토 1412

2015년
- 시원찮은 그녀를 위한 육성방법
- 아이돌마스터 신데렐라 걸즈
- 노래의☆왕자님♪ 진심 LOVE 레볼루션즈
- 건슬링거 스트라토스
- 마법소녀 리리컬 나노하 ViVid
- 전파교사
- 학전도시 애스터리스크
- 모든 것이 F가 된다
- WORKING!!!

2016년
- 게이트 자위대 그의 땅에서, 이처럼 싸우며
- 나만이 없는 거리
- 재와 환상의 그림갈
- 역전재판 ~그 「진실」, 이의 있소!~
- 퀄리디아 코드
- B-PROJECT ~고동*앰비셔스~
- Occultic;Nine
- 노래의☆왕자님♪ 진심 LOVE 레전드 스타
- WWW.WORKING!!

2017년
- 데미는 이야기하고 싶어
- 청의 엑소시스트 교토 부정왕편
- 그랑블루 판타지
- 에로망가 선생
- 시원찮은 그녀를 위한 육성방법 ♭
- Fate/Apocrypha
- 아이돌마스터 SideM
- 블렌드 S

2018년
- 그랑크레스트 전기
- 달링 인 더 프랑키스
- 일곱 개의 대죄: 계명의 부활
- 슬로우 스타트
- 오타쿠에게 사랑은 어려워
- 소드 아트 온라인 앨리시제이션

2019년
- 카구야 님은 고백받고 싶어 ~천재들의 연애 두뇌전~
- 소드 아트 온라인: 앨리시제이션 War of Underworld

2020년
- 22/7 나나분노 니쥬니
- 카구야 님은 고백받고 싶어 ~천재들의 연애 두뇌전~
- 히프노시스 마이크 -Division Rap Battle-
- 전익의 시그드리파

2021년
- 86 -에이티식스-
- 비주얼 프리즌

2022년
- 카구야 님은 고백받고 싶어 -울트라 로맨틱-
- 노래의☆왕자님♪ 진심 LOVE ST☆RISH 투어스 ~여행의 시작~
- 리코리스 리코일
- Engage Kiss

2023년
- NieR: Automata Ver 1.11a
- 카구야 님은 고백받고 싶어 -첫 키스는 끝나지 않아-
- 마슐
- 히프노시스 마이크 -Division Rap Battle-+
- Fate/strange Fake -Whispers of Dawn-
- 히프노시스 마이크 -Division Rap Battle- Rhyme Anima PLUS
- 새로운 상사는 귀여운 허당

2024년
- 나 혼자만 레벨업
- 마슐 신각자 후보 선발 시험 편
- 패배 히로인이 너무 많아!
- 소드 아트 온라인 얼터너터브: 건 게일 온라인 II

2025년
- 나 혼자만 레벨업 Season 2 -Arise from the Shadow-
- Fate/strange Fake

### 극장판
- 우주쇼에 어서오세요 (2010년)
- 페어리테일: 봉황의 무녀 (2012년)
- 페르소나 3 THE MOVIE (2013년)
- 아이돌 마스터 무비 : 빛의 저편으로! (2014년)
- 마음이 외치고 싶어해 (2015년)
- 유리의 꽃과 부수는 세계 (2016년)
- 동급생 (2016년)
- BROTHERHOOD 파이널 판타지 15 (2016년)
- 흑집사: 북 오브 더 아틀란틱 (2017년)
- 극장판 소드 아트 온라인 -오디널 스케일- (2017년)
- 극장판 노래하는☆왕자님♪ 진심 LOVE 킹덤 (2019년)
- 극장판 하이 스쿨 플릿 (2020년)
- 사랑하고 사랑받고, 차고 차이고 (2020년)
- 극장판 소드 아트 온라인 -프로그레시브-: 별 없는 밤의 아리아 (2021년)
- 극장판 노래하는☆왕자님♪ 진심 LOVE ST☆RISH 투어스 (2022년)
- 극장판 소드 아트 온라인 -프로그레시브-: 짙은 어둠의 스케르초 (2022년)
- 거울 속 외딴 성 (2022년)
- 아이젠 플뤼겔 (미정)

### OVA
- On the Way to a Smile EPISODE DENZEL FINAL FANTASY VII (2009년)
- 이웃집 801 양R (2011년)
- 전장의 발큐리아 3 누군가를 위한 총창 (2011년)
- 세인트 영맨 (2012년)
- 흑집사 Book of Murder (2015년)
- 에로망가 선생 (2019년)

### Web 애니메이션
- BROTHERHOOD FINAL FANTASY XV (2016년)
- 만화로 배우는! Fate/Grand Order (2018년)
- ChroNoiR Episode.0 (2023년)

### 그 외
2007년
- 나미스케
- 크게 휘두르며 -진짜 에이스가 될 수 있을지도-

2008년
- 타카네의 자전거 (제6회 애니맥스 대상 수상작)

2009년
- 이웃의 801짱R
- 블랙★록 슈터-PILOT Edition-PV (ordet과 공동제작)
- 블랙★록 슈터 OVA (ordet과 공동제작)

2016년
- Porter Robinson & Madeon - Shelter 공식 뮤직비디오 제작

## 논란

### 직원 과로자살과 블랙 기업대상 수상
2010년 10월, 제작진행을 맡고 있던 당시 28세의 남성이 자살해, 2014년 4월 11일자로 신주쿠 노동기준감독서가 과로에 의한 우울증이 원인으로서 산업재해가 인정되었다(과로 자살). 통원한 의료 시설의 진료 기록에는 '월 600시간 노동'이라는 기재가 있었지만, 잔업비가 지불된 흔적은 없다고 되어 있다. 이 사건이 계기가 되어 그 열악한 노동 환경이 언론에 "블랙 기업"으로 다뤄져 《블랙 기업대상 2014 업계상》을 수상했다.
과로 자살한 28세 남성은 재직 중에는 《크게 휘두르며》, 《칸나기》 등의 제작 진행을 담당했다. 잔업 시간은 많을 때 월 344시간에 이르렀다. 7일 연속으로 회사에 머무르거나 3개월 휴가가 없었던 적도 있었다.

## 같이 보기
- 애니플렉스
- 애니맥스
- CloverWorks